# جيم فاهي
جيم فاهي (بالإنجليزية: Jim Fahey)‏ هو لاعب هوكي الجليد أمريكي، ولد في 11 مايو 1979 في بوسطن في الولايات المتحدة.

## وصلات خارجية
- جيم فاهي على موقع دوري الهوكي الوطني (الإنجليزية)
- جيم فاهي على موقع قاعة مشاهير الهوكي (لاعب أن.إتش.أل) (الإنجليزية)
- جيم فاهي على موقع EliteProspects.com (الإنجليزية)
- جيم فاهي على موقع Eurohockey.com (الإنجليزية)
- جيم فاهي على موقع HockeyDB.com (الإنجليزية)
- جيم فاهي على موقع Hockey-Reference.com (الإنجليزية)